# Herbert Chiout
Herbert Chiout (* 12. Oktober 1910 in Kassel; † 21. Juli 2010 ebenda) war ein Lehrer und Erziehungswissenschaftler. 
Chiout war u. a. Leiter der Kasseler Außenstelle des Hessischen Instituts für Lehrerfortbildung (HILF), wirkte am Deutschen Institut für Internationale Pädagogische Forschung (DIPF) und war Lehrbeauftragter für Erziehungswissenschaft an der Universität Kassel. Er verfasste schulpädagogische Texte über „Schulversuche in der Bundesrepublik, zum Referendariat und zur Unterrichtsvorbereitung und -beurteilung und war Mitherausgeber mehrerer Gedichtsammlungen für die Grundschule und Sekundarstufe I“.
Chiout war auch „ein vor allem durch den Expressionismus inspirierter Künstler, der ein beachtliches Oeuvre von Bildern geschaffen hat, die er gerne in jährlichen Privatausstellungen seinem Freundeskreis zugänglich machte.“